# Himjaryci

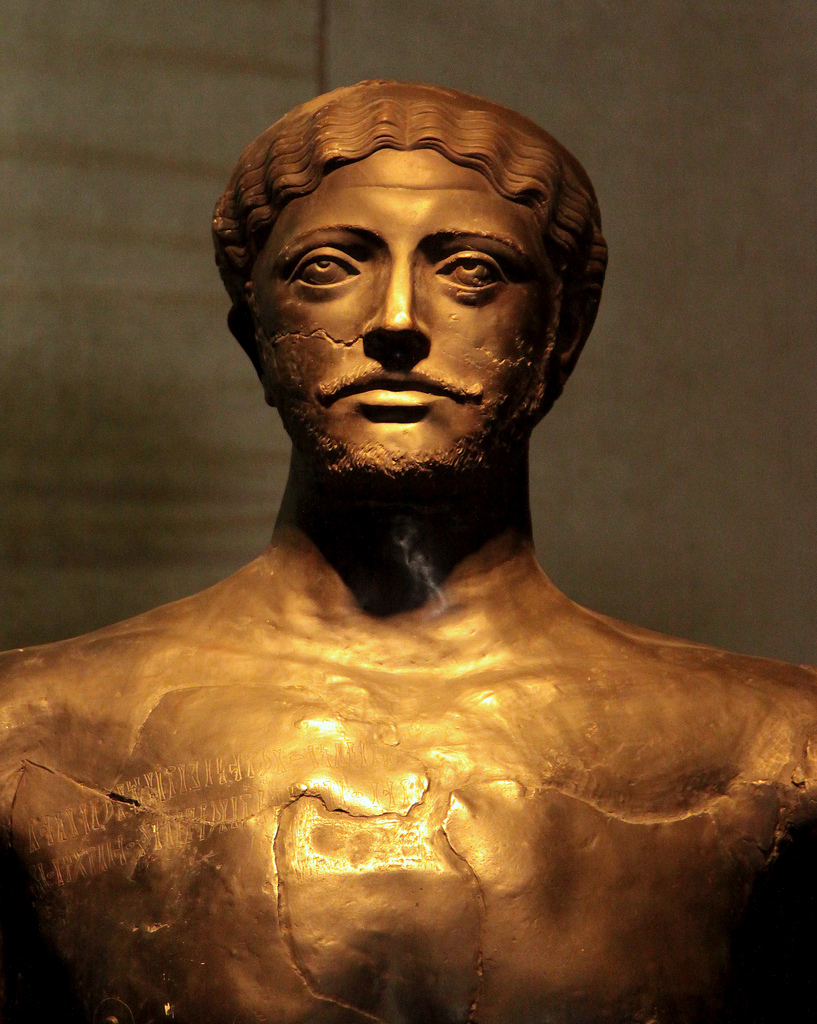
Brązowa statua przedstawiająca króla Himjarytów Dhamara Alego Jahbura II (ok. III–IV w.), Muzeum Narodowe w Sanie

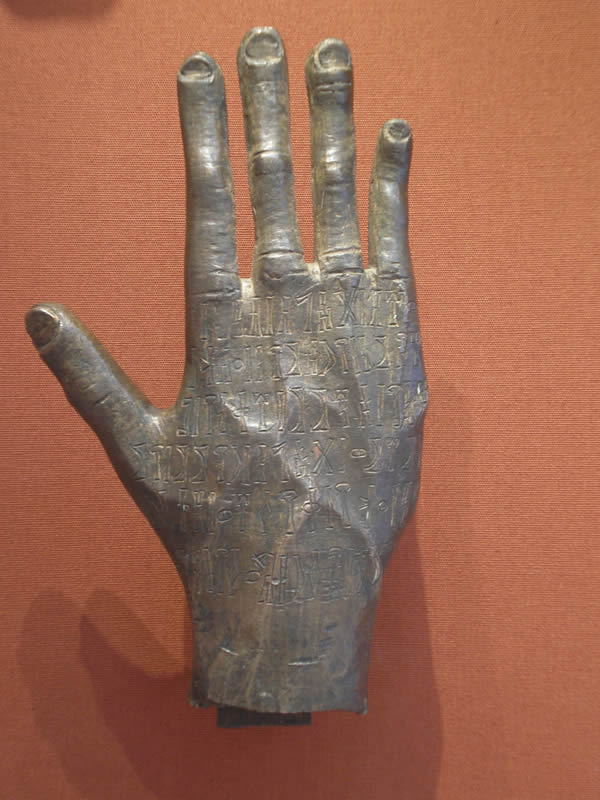
Ręka z brązu z inskrypcją w języku himjaryckim, British Museum

Himjaryci (arab. مملكة حِمْيَر, hebr. ממלכת חִמְיָר) – lud arabski z południowo-zachodniej części Półwyspu Arabskiego, który od ok. 115 p.n.e. do ok. 525 roku n.e. władał państwem na terenach obecnego Jemenu. Królestwo Himjarytów było jednym z sześciu największych królestw przedmuzułmańskich – obok królestwa Saby, królestwa Katabanu, królestwa Ausanu, królestwa Hadramaut i królestwa Ma’in.

## Historia
Początki dziejów Himjarytów nie są do końca znane. Nebes (2010) podaje, że sięgają II w. p.n.e. – okresu królestwa Katabanu, natomiast inne opracowania (Von Wissmann, 1964) dowodzą obecności Himjarytów na terenach Dahas, wzdłuż Wadi Bana i na wschód od granicy pomiędzy Katabanem a Hadramautem, już ok. 500 roku p.n.e., co jednak podawane jest w wątpliwość.
Po rozpadzie królestwa Katabanu grupa plemion himjaryckich zawładnęła południowo-zachodnią częścią Arabii, zdobywając kontrolę nad portami w Adenie i południowej Tihamie nad Oceanem Indyjskim. Dzięki dostępowi do morza Himjaryci mogli konkurować z Sabejczykami o kontrolę nad szlakami handlowymi. Początek ery Himjarytów umiejscowiony jest ok. 110 roku p.n.e. Stolicą ich państwa został Zafar.
Himjaryci po raz pierwszy wzmiankowani byli pod koniec I w. p.n.e. w inskrypcji umieszczonej na murze obronnym Wadi al-Bana, chroniącej Hadramaut od strony portu. O Himjarytach wspomniał po raz pierwszy Pliniusz Starszy w Naturalis historia, cytując rzymskiego dowódcę Gaiusa Aeliusa Gallusa, który w 24 roku p.n.e. poprowadził rzymską ekspedycją lądową w celu podporządkowania cesarstwu południowo-zachodniego krańca Półwyspu Arabskiego. Pliniusz raportował, że Himjaryci to najliczniejszy lud południowej Arabii i zawarł pierwszą wzmiankę o Zafarze. Zafar wzmiankowany był również w anonimowym dziele Periplus maris Erythrei z połowy I w. n.e.
W II w. n.e. Arabię Południową najechali Abisyńczycy, którzy zajęli Tihamę, a ok. 240 roku Zafar, zmuszając Himjarytów do zawarcia z nimi aliansu przeciwko Sabejczykom. Konflikt uniemożliwiał funkcjonowanie szlaków handlowych na terenach Sabejczyków, co doprowadziło do załamania się finansów ich państwa, które ostatecznie upadło ok. 270–280 n.e., pod presją napierających Arabów z Arabii Środkowej, Hadramidów od wschodu, Abisyńczyków od zachodu i Himjarytów od południa. Tereny Saby zaanektowali Himjaryci, którzy wkrótce potem zajęli również Hadramaut (jeszcze przed rokiem 300). Te sukcesy przypadły na okres panowania Jasiruma Juhan’ima (ok. 265–287) i jego syna Szamara Juhar’isza (ok. 287–311). Na początku IV w. Himjaryci władali całą Arabią Południową z wyjątkiem Tihamy pozostającej w rękach Abisyńczyków. Ich dominacja trwała 250 lat.
W IV wieku Himjaryci przenieśli stolicę państwa do Sany. Do 525 roku królestwo Himjarytów było dominującym państwem na Półwyspie Arabskim. Jego gospodarka bazowała na rolnictwie i eksporcie kadzidła oraz mirry. Przez wiele lat pozostawało ważnym pośrednikiem między Afryką wschodnią a obszarem śródziemnomorskim, zwłaszcza w handlu kością słoniową sprzedawaną do Rzymu. Mieli również duży wpływ polityczny, jak i kulturowy na miasta wschodniej Afryki. Himjaryci odrzucili tradycyjne pogańskie wierzenia ok. 380 roku i zwrócili się w stronę monoteizmu, o czym świadczą inskrypcje świątynne odwołujące się do „Pana niebios” i „Pana nieba i ziemi”. Nie ma zgodności co do tego, która z wielkich religii monoteistycznych, chrześcijaństwo czy judaizm, miała początkowy wpływ na monoteizm Himjarytów, czy też może wykształcili oni własną formę rahmanizmu. Wiele przemawia za wpływem judaizmu.
Ostatnim władcą Himjarytów był Dhu Nawas (okres panowania 521/522–525). Według legendy, Dhu Nawas miał być przystojnym mężczyzną adorowanym przez poprzedniego władcę, którego zabił, by uniknąć niechcianych zalotów. Przy wsparciu arystokracji objął tron i przeszedł na judaizm, przyjmując imię Jusuf. Wobec postępującej chrystianizacji Półwyspu Arabskiego, Dhu Nawas zaatakował chrześcijan w Zafarze, by ok. 518–523 zająć Nadżran. Pomimo obietnicy danej przez króla o ochronie chrześcijan w zamian za poddanie miasta, w Nadżranie doszło do pogromu, podczas którego mogło zginąć nawet 20 tys. osób, które odmówiły konwersji na judaizm. W odpowiedzi Cesarstwo Bizantyńskie we współpracy z Aksum przeprowadziło ofensywę. Według legendy, na Himjarytów wyruszyło 100 tys. żołnierzy dowodzonych przez dowódcę o imieniu Abraha. Armia Dhu Nawasa została pokonana, a on sam zginął przy próbie powstrzymania lądowania wojsk najeźdźcy. Według legendy Dhu Nawas miał popełnić samobójstwo, wjeżdżając na koniu w wody Morza Czerwonego.
Po śmierci Dhu Nawasy ok. 525–530 roku, król Aksum Kaleb zainstalował na tronie Himjarytów Simjafę Aszwę, który panował krótko i został obalony przez Abrahę. Aksum próbowało usunąć Abrahę z tronu, nasyłając na niego swojego wodza – Abraha pokonał go jednak w pojedynku i utrzymał władzę. Abraha, a potem jego synowie sprawowali władzę do 575 roku, kiedy to Persowie zajęli Arabię Południową.